# Red Star FC
Red Star Football Club – francuski klub piłkarski, grający obecnie w Ligue 2, mający siedzibę w mieście Saint-Ouen, leżącym w aglomeracji Paryża.

## Historia
Klub został założony w 1897 roku przez Jules’a Rimeta w Paryżu pod nazwą Red Star Club Français. Największe sukcesy osiągał przed wybuchem II wojny światowej, gdy wywalczył cztery Puchary Francji, a piąty dołożył w 1942 roku. W rozgrywkach Division 1 Red Star występował w latach 1932–1933, 1934–1938, 1939–1948 (nie liczony jest okres w latach 1940–1944, gdy Francja była okupowana przez Niemcy), 1965–1966, 1967–1973 i 1974–1975. Najlepszym rezultatem Red Star było zajęcie 7. miejsca w sezonie 1946/1947. Do 1999 roku zespół występował w Division 2, jednak z czasem przeżywał kolejne degradacje i w sezonie 2003/2004 grał nawet w VI lidze. W sezonach 2015/2016-2016/2017, a także 2018/2019 grał w Ligue 2, obecnie ponownie występuje w Ligue 2.

## Sukcesy
- Puchar Francji
  - zwycięstwo (5) : 1921, 1922, 1923, 1928, 1942
  - finał (1): 1946

## Reprezentanci kraju grający w klubie
| - Mohamed Benhamou - Karim Fellahi - Kader Ferhaoui - Hakim Saci - Guillermo Stábile - Laurent D'Jaffo - Yoann Djidonou - Safet Sušić - Eugène Kangulungu - Alfred Aston - Edmond Baraffe - Pierre Bernard - René Bliard - Jean-Claude Bras - Augustin Chantrel - Néstor Combin - Julien Darui - Edmond Delfour - Célestin Delmer - Fleury Di Nallo - Louis Finot |  | - Philippe Gondet - Vincent Guérin - Yves Herbet - Sylvain Kastendeuch - Marcel Langiller - Lucien Leduc - Eugène Maës - Steve Marlet - Armand Penverne - Robert Pintenat - Daniel Rodighiéro - Laurent Roussey - Jacques Simon - Alex Thépot - Ernest Vaast - Jules Vandooren - Jacques Vergnes - Tony Cascarino - Fabrice Moreau - Richard Akiana - Maurice N'Tounou |  | - Camille Oponga - Fousseini Diawara - Vincent Doukantié - Brahim Thiam - Yoann Khodabuccus - Milner Ayala - Zbigniew Gut - Aleksandr Bubnow - Fiodor Czerienkow - Siergiej Rodionow - Khalilou Fadiga - Ibrahima Faye - Diomansy Kamara - Roger Magnusson - Bror Mellberg - Didier Paas - Yao Mawuto Senaya - Karim Essediri - Hugo Perez - Flórián Albert - József Keller |  | - Cyril Domoraud - Abdoulaye Méïté |

## Trenerzy w historii klubu
| - Roland Richard 1911-1912 - Paul Baron 1933-1935 - Guillermo Stábile 1936-1938 - Augustin Chantrel 1938/39 - Edmond Delfour 1945–1946 - Villemin 1946-1947 - Sierpieńe Jordan 1947–1948 - André Riou 1948–1949 - André Simonyi 1952−1953 - Eugène Proust 1953 - Charles Nicolas 1953-1955 - Angelo Grizzetti 1955–1956 - Paul Baron 1956-1958 - Jean Prouff 1958-1959 - Georges Hanke 1959−1960 - André Simonyi 1960 - Paul Baron 1960-1961 - Jean Avellaneda 1961-1969 - Ladislas Nagy 1969–1970 - Marcel Tomazover 1970-kwiecień 1972 - José Farias kwiecień 1972-październik 1974 - André Merelle październik 1974 - Marcel Tomazover październik 1974–1975 - Roger Lemerre 1975–1978 - Carlos Monin 1978–1979 | - Claude Dubaële 1979-1980 - Georges Eo 1980-1985 - Roger Lemerre 1985–1986 - Gérard Laurent 1986–1987 - Philippe Troussier 1987–1989 - Bernard Maligorne 1989-wrzesień 1989 - Patrice Lecornu wrzesień 1989-styczeń 1990 - Henri Depireux styczeń 1990-1990 - Michel Rouquette 1990-listopad 1991 - Robert Herbin listopad 1991–1993 - Robert Herbin i Pierre Repellini 1993–1995 - Pierre Repellini 1995-wrzesień 1996 - Abdel Djaadaoui wrzesień 1996–1997 - Jean Sérafin 1997-listopad 1998 - Jean-Luc Girard listopad 1998-sierpień 1999 - Jean-Luc Girard i Pierre Repellini sierpień 1999–2000 - Jacky Lemée 2000-październik 2000 - Jean-Luc Girard październik 2000-styczeń 2001 - Pierre Repellini styczeń 2001-2001 - Jean-Luc Girard 2001-maj 2002 - Mustapha Ousfane maj 2002−2003 - Azzedine Meguelatti 2003-luty 2004 - Jean-Luc Girard luty 2004–2006 - Bruno Naidon 2006–2008 - François Cicccolini 2008–2009 | - David Giguet 2009 - Alain Mboma 2009–2011 - Athos Bandini 2011 - Vincent Doukantié 2011- |